# Heinrich Schrohe

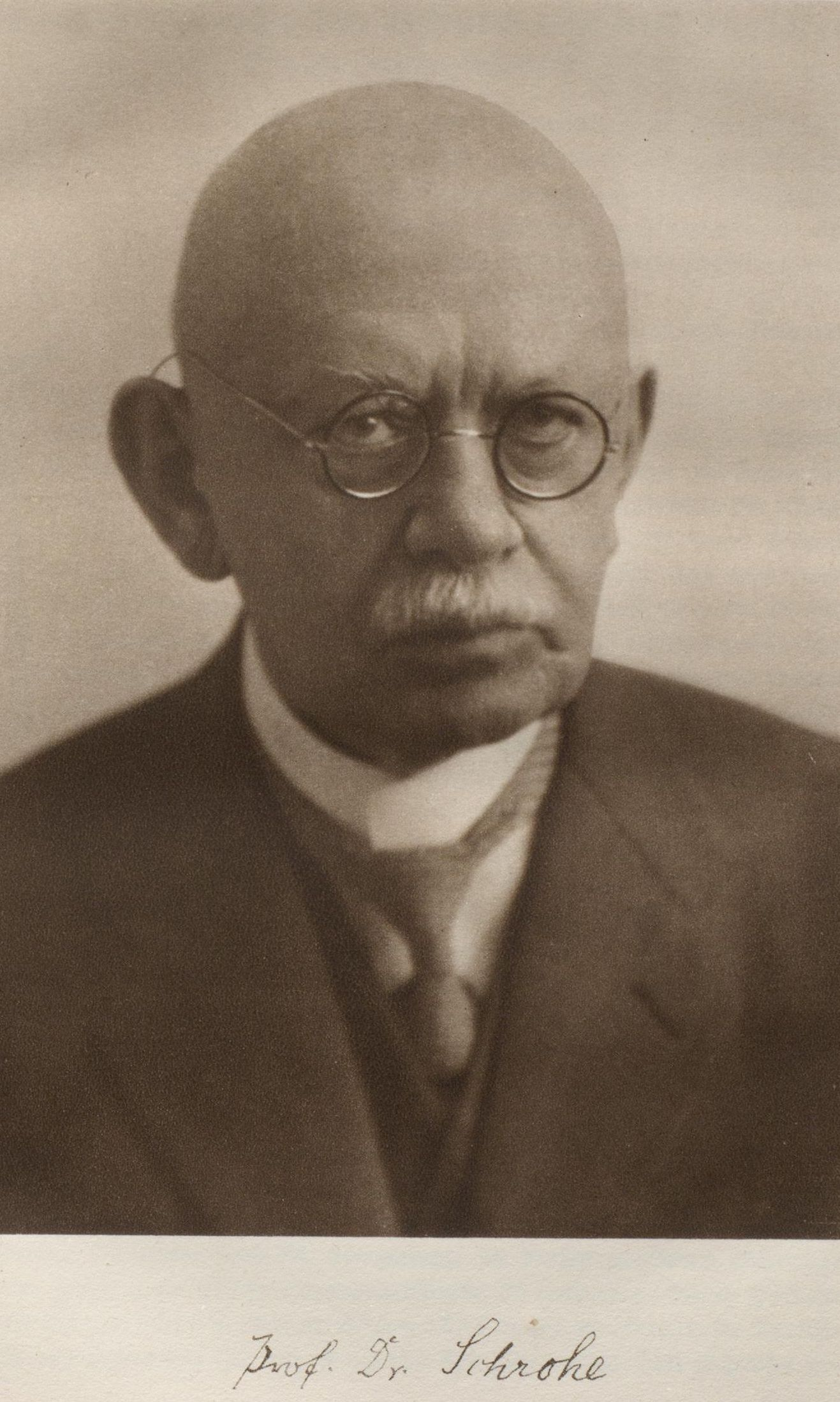
Heinrich Schrohe

Heinrich Joseph Maria Schrohe (* 28. April 1864 in Mainz; † 14. Februar 1939 ebenda) war ein deutscher Gymnasiallehrer und Historiker.

## Leben
Heinrich Schrohe wurde am 28. April 1864 in Mainz in Rheinhessen geboren. Seine Eltern waren der Arzt Adam Schrohe und Anna Maria Schrohe, geb. Stenner. Adam Schrohe war Leibarzt des Gouverneurs der Festung Mainz Wilhelm von Woyna, August Karl von Goeben, Georg Oechsner und Heinrich Gassner. Für seine Verdienste bekam Adam Schrohe den nichtakademischen Titel Geheimer Medizinalrat verliehen. Heinrich Schrohe beendete 1881 seine Schulzeit mit dem Abitur. Anschließend ging er nach Bonn, wo er ein Lehramtsstudium begann. Während seines Studiums in Bonn wurde er 1883 Mitglied der Burschenschaft Alemannia Bonn. 1884 ging er nach Straßburg, wo er sein Studium fortsetzte und 1888 promoviert wurde. Nun musste er sein Studium für ein Jahr unterbrechen, da er zum Wehrdienst eingezogen wurde. Er leistete seinen Wehrdienst im Feldartillerie-Regiment Nr. 27 in seiner Heimatstadt Mainz. 1889 setzte er sein Lehramtsstudium fort. Ein Jahr später machte er sein Erstes Staatsexamen. 1890 folgte das Zweite Staatsexamen.
Nach Beendigung seines Zweiten Staatsexamens begann seine praktische Laufbahn am Gymnasium. 1893 wurde er mit knapp 30 Jahren Lehramtssassesor. Ein Jahr darauf wurde er vorübergehender Lehrer in Bensheim, 1898 wurde er dort Oberlehrer. Nach sieben Jahren Berufserfahrung als Oberlehrer ging er nach Mainz an das damalige Ostergymnasium, das heutige Rabanus-Maurus-Gymnasium. Die Schule wurde früher so genannt, da die Schulzeit an dieser Schule an Ostern begann. Am 8. August 1905 heiratete er Klara Katharina Falk. 1907 wurde er turnusgemäß zum Professor ernannt. 1914 begann der Erste Weltkrieg. Schrohe wurde als Reserveoffizier in den Armeedienst eingezogen und musste seine Pädagogenlaufbahn vorerst unterbrechen. Als 1918 der Erste Weltkrieg endete, schied er auch aus dem Militärdienst aus. Nach dem Ersten Weltkrieg arbeitete er wieder als Lehrer am Rabanus-Maurus-Gymnasium in Mainz. 1924 wurde er zum Oberstudienrat befördert. In der Zeit der Weimarer Republik bekam er eine Stelle als Ministerialreferent angeboten, die er aber ablehnte. Fünf Jahre später wurde er am 1. August 1929 im Alter von 65 Jahren pensioniert.
Neben seiner Tätigkeit als Lehrer beschäftigte sich Heinrich Schrohe wissenschaftlich als Lokalhistoriker mit der Geschichte der Stadt Mainz. Er publizierte dazu zahlreiche wichtige Beiträge und Quellensammlungen und begründete die Beiträge zur Geschichte der Stadt Mainz. Er wurde einer der bedeutendsten Mainzer Geschichtsforscher.
Als Anerkennung für Schrohes Arbeit wurde ihm zu seinem 70. Geburtstag am 28. April 1934 die Ehrenbürgerschaft der Stadt Mainz verliehen. Darüber hinaus wurde zu seiner Würdigung eine Straße in Mainz-Weisenau nach ihm benannt. Heinrich Schrohe starb am 14. Februar 1939 in seiner Geburtsstadt Mainz. Er wurde auf dem Mainzer Hauptfriedhof begraben.

## Veröffentlichungen (Auswahl)
Siehe das vollständige Schriftenverzeichnis bei Hermann Schmitt: Heinrich Schrohe. Verzeichnis seiner Schriften und Aufsätze zur Geschichte des deutschen Königtums, der Stadt Mainz und benachbarter Gebiete. Falk, Mainz 1934.
- Die politischen Bestrebungen Erzbischof Siegfrieds von Köln. Ein Beitrag zur Geschichte des Reiches unter den Königen Rudolf und Adolf. Bonn 1899.
- Der Kampf der Gegenkönige Ludwig und Friedrich um das Reich, bis zur Entscheidungsschlacht bei Mühldorf, nebst Exkursen zur Reichsgeschichte der Jahre 1292–1322 (= Historische Studien. Heft 29). Ebering, Berlin 1902 (Dissertation).
- Beiträge zur Geschichte des Erzbischofs Heinrich III. von Mainz. Der providierte Erzbischof und der postulierte Administrator im Streite um das Stift (1328–1337). Darmstadt 1902.
- Kurmainz in den Pestjahren 1666–1667. Freiburg im Breisgau 1903.
- Geschichte des Reichklaraklosters in Mainz nach ungedruckten und seither unbenutzten Quellen dargestellt. Mainz 1904.
- Aufsätze und Nachweise zur Mainzer Kunstgeschichte (= Beiträge zur Geschichte der Stadt Mainz. Band 2). Mainz 1912.
- Mainz in seinen Beziehungen zu den deutschen Königen und den Erzbischöfen der Stadt bis zum Untergang der Stadtfreiheit (1462) (= Beiträge zur Geschichte der Stadt Mainz. Band 4). Mainz 1915.
- Die Stadt Mainz unter kurfürstlicher Verwaltung (1462–1792) (= Beiträge zur Geschichte der Stadt Mainz. Band 5). Mainz 1920.
- Bilder aus der Mainzer Geschichte. Friedberg 1922.
- Die Mainzer Stadtaufnahmen des 16. bis 18. Jahrhunderts(= Beiträge zur Geschichte der Stadt Mainz. Band 6–9). 3 Bände, Mainz 1930–1931.
  - Band 1: Die Mainzer Stadtaufnahmen von 1568 und 1594. Mainz 1930.
  - Band 2: Die Mainzer Stadtaufnahmen von 1657 und 1687. Mainz 1930.
  - Band 3: Die Mainzer Stadtaufnahmen von 1747 und 1785/1786. Mainz 1931.
- Das Mainzer Geschlecht zum Jungen in Diensten des deutschen Königtums und der Stadt Mainz (1353–1437) (= Beiträge zur Geschichte der Stadt Mainz. Band 10). Mainz 1933.